# ألكسندر دوفبنيا
ألكسندر دوفبنيا (بالروسية: Довбня, Александр Вячеславович)‏ (10 أبريل 1987 بموسكو في روسيا - ) هو لاعب كرة قدم روسي في مركز حراسة المرمى. لعب مع توربيدو موسكو وسيبير نوفوسيبيريسك ولوخ إينيرجيا فلاديفوستوك وهكا وFC Nizhny Novgorod (2007) ‏ وFC Znamya Truda Orekhovo-Zuyevo ‏ وFC Podolye Podolsky district ‏.

## وصلات خارجية
- ألكسندر دوفبنيا على موقع قاعدة بيانات كرة القدم.إي يو (الإنجليزية)
- ألكسندر دوفبنيا على موقع Soccerway.com (الإنجليزية)
- ألكسندر دوفبنيا على موقع عالم كرة القدم.نت (الإنجليزية)